# Айвенго (Північна Кароліна)
Айвенго (англ. Ivanhoe) — переписна місцевість (CDP) в США, в окрузі Сампсон штату Північна Кароліна. Населення — 198 осіб (2020).

## Географія
Айвенго розташоване за координатами 34°34′52″ пн. ш. 78°15′8″ зх. д. / 34.58111° пн. ш. 78.25222° зх. д. (34.581170, -78.252146).  За даними Бюро перепису населення США в 2010 році переписна місцевість мала площу 13,06 км², з яких 13,04 км² — суходіл та 0,02 км² — водойми.

## Демографія
Згідно з переписом 2010 року, у переписній місцевості мешкали 264 особи в 111 домогосподарстві у складі 76 родин. Густота населення становила 20 осіб/км².  Було 129 помешкань (10/км²).
Расовий склад населення:
| - 70,8 % — чорних або афроамериканців - 26,1 % — білих - 2,7 % — осіб інших рас |

До двох чи більше рас належало 0,4 %. Частка іспаномовних становила 4,5 % від усіх жителів.
За віковим діапазоном населення розподілялося таким чином: 19,7 % — особи молодші 18 років, 63,6 % — особи у віці 18—64 років, 16,7 % — особи у віці 65 років та старші. Медіана віку мешканця становила 44,7 року. На 100 осіб жіночої статі у переписній місцевості припадало 98,5 чоловіків;  на 100 жінок у віці від 18 років та старших — 96,3 чоловіків також старших 18 років.
Середній дохід на одне домашнє господарство  становив 83 400 доларів США (медіана — 73 800), а середній дохід на одну сім'ю — 83 400 доларів (медіана — 73 800). 
Цивільне працевлаштоване населення становило 124 особи. Основні галузі зайнятості: сільське господарство, лісництво, риболовля — 26,6 %, інформація — 20,2 %, освіта, охорона здоров'я та соціальна допомога — 20,2 %.